# Yara Poland
Yara Poland Sp. z o.o. (wcześniej Hydro Poland) – polski oddział norweskiego firmy z branży chemicznej Yara International ASA, zajmujące się produkcją nawozów sztucznych na polski rynek. Założone w 1991, początkowo jako Biuro Informacji Technicznej Norsk Hydro, którego celem było nawiązanie kontaktów handlowych i współpracy gospodarczej z polskimi firmami, następnie jako Hydro Poland, a od 25 marca 2004 jako Yara Poland. W chwili obecnej Yara posiada 5% rynku nawozów rolniczych i 45% rynku nawozów ogrodniczych.
Spółka zajmuje się sprzedażą produktów z trzech głównych kategorii: nawozy rolnicze, nawozy ogrodnicze oraz chemii przemysłowej.